# Austrian Open 2006 - Qualificazioni singolare
Le qualificazioni del singolare  dell'Austrian Open 2006 sono state un torneo di tennis preliminare per accedere alla fase finale della manifestazione. I vincitori dell'ultimo turno sono entrati di diritto nel tabellone principale. In caso di ritiro di uno o più giocatori aventi diritto a questi sono subentrati i lucky loser, ossia i giocatori che hanno perso nell'ultimo turno ma che avevano una classifica più alta rispetto agli altri partecipanti che avevano comunque perso nel turno finale.
Le qualificazioni del torneoAustrian Open  2006 prevedevano 24 partecipanti di cui 6 sono entrati nel tabellone principale.

## Teste di serie
1. Sergio Roitman (Qualificato)
2. Peter Luczak (Qualificato)
3. Diego Hartfield (primo turno)
4. Diego Junqueira (ultimo turno)
5. Jean-René Lisnard (primo turno)
6. Álex Calatrava (Qualificato)

1. Assente
2. Hugo Armando (ultimo turno)
3. Steve Darcis (primo turno)
4. Paolo Lorenzi (ultimo turno)
5. Adrián García (ultimo turno)
6. Carlos Cuadrado (ultimo turno)

## Qualificati
1. Sergio Roitman
2. Peter Luczak
3. Leonardo Azzaro

1. Damián Patriarca
2. Dušan Vemić
3. Álex Calatrava

## Tabellone

### Legenda
| - Q = Qualificato - WC = Wild card - LL = Lucky loser | - ALT = Alternate - SE = Special Exempt - PR = Protected Ranking | - w/o = Walkover - r = Ritirato - d = Squalificato |

### Sezione 1
|  | Primo turno | Primo turno     | Primo turno     | Primo turno | Primo turno |  |  | Ultimo turno | Ultimo turno   | Ultimo turno   | Ultimo turno | Ultimo turno |  |
|  |             |                 |                 |             |             |  |  |              |                |                |              |              |  |
|  | 1           | Sergio Roitman  | Sergio Roitman  | 6           | 6           |  |  |              |                |                |              |              |  |
|  |             | Viktor Bruthans | Viktor Bruthans | 3           | 2           |  |  | 1            | Sergio Roitman | Sergio Roitman | 6            | 6            |  |
|  | 11          | Adrián García   | Adrián García   | 6           | 6           |  |  | 11           | Adrián García  | Adrián García  | 3            | 2            |  |
|  |             | Julian Knowle   | Julian Knowle   | 3           | 4           |  |  |              |                |                |              |              |  |

### Sezione 2
|  | Primo turno | Primo turno          | Primo turno          | Primo turno | Primo turno |  |  | Ultimo turno | Ultimo turno | Ultimo turno | Ultimo turno | Ultimo turno |  |
|  |             |                      |                      |             |             |  |  |              |              |              |              |              |  |
|  | 2           | Peter Luczak         | 6                    | 3           | 7           |  |  |              |              |              |              |              |  |
|  |             | Philipp Oswald       | 4                    | 6           | 5           |  |  | 2            | Peter Luczak | Peter Luczak | 6            | 6            |  |
|  |             | Steve Darcis         | Steve Darcis         | 7           | 7           |  |  |              | Steve Darcis | Steve Darcis | 4            | 3            |  |
|  | 9           | Daniel Gimeno Traver | Daniel Gimeno Traver | 65          | 62          |  |  |              |              |              |              |              |  |

### Sezione 3
|  | Primo turno | Primo turno       | Primo turno       | Primo turno | Primo turno |  |  | Ultimo turno | Ultimo turno    | Ultimo turno    | Ultimo turno | Ultimo turno |  |
|  |             |                   |                   |             |             |  |  |              |                 |                 |              |              |  |
|  |             | Leonardo Azzaro   | 2                 | 7           | 6           |  |  |              |                 |                 |              |              |  |
|  | 3           | Diego Hartfield   | 6                 | 68          | 2           |  |  |              | Leonardo Azzaro | Leonardo Azzaro | 7            | 7            |  |
|  | 10          | Paolo Lorenzi     | Paolo Lorenzi     | 6           | 6           |  |  | 10           | Paolo Lorenzi   | Paolo Lorenzi   | 5            | 5            |  |
|  |             | Gustavo Marcaccio | Gustavo Marcaccio | 3           | 4           |  |  |              |                 |                 |              |              |  |

### Sezione 4
|  | Primo turno       | Primo turno       | Primo turno       | Primo turno | Primo turno |  |  | Ultimo turno | Ultimo turno     | Ultimo turno | Ultimo turno | Ultimo turno |  |
|  |                   |                   |                   |             |             |  |  |              |                  |              |              |              |  |
|  | 4                 | Diego Junqueira   | 2                 | 6           | 6           |  |  |              |                  |              |              |              |  |
|  |                   | Martin Fischer    | 6                 | 2           | 2           |  |  | 4            | Diego Junqueira  | 64           | 6            | 4            |  |
|  | Damián Patriarca  | Damián Patriarca  | Damián Patriarca  | 6           | 6           |  |  |              | Damián Patriarca | 7            | 1            | 6            |  |
|  | Bernardo Carberol | Bernardo Carberol | Bernardo Carberol | 0           | 0           |  |  |              |                  |              |              |              |  |

### Sezione 5
|  | Primo turno | Primo turno       | Primo turno       | Primo turno | Primo turno |  |  | Ultimo turno | Ultimo turno    | Ultimo turno    | Ultimo turno | Ultimo turno |  |
|  |             |                   |                   |             |             |  |  |              |                 |                 |              |              |  |
|  |             | Dušan Vemić       | Dušan Vemić       | 6           | 6           |  |  |              |                 |                 |              |              |  |
|  | 5           | Jean-René Lisnard | Jean-René Lisnard | 4           | 3           |  |  |              | Dušan Vemić     | Dušan Vemić     | 6            | 6            |  |
|  | 12          | Carlos Cuadrado   | Carlos Cuadrado   | 6           | 6           |  |  | 12           | Carlos Cuadrado | Carlos Cuadrado | 1            | 0            |  |
|  |             | Pascal Brunner    | Pascal Brunner    | 3           | 3           |  |  |              |                 |                 |              |              |  |

### Sezione 6
|  | Primo turno | Primo turno     | Primo turno     | Primo turno | Primo turno |  |  | Ultimo turno | Ultimo turno   | Ultimo turno   | Ultimo turno | Ultimo turno |  |
|  |             |                 |                 |             |             |  |  |              |                |                |              |              |  |
|  | 6           | Álex Calatrava  | Álex Calatrava  | 6           | 6           |  |  |              |                |                |              |              |  |
|  |             | Jurij Ščukin    | Jurij Ščukin    | 0           | 3           |  |  | 6            | Álex Calatrava | Álex Calatrava | 6            | 6            |  |
|  | 8           | Hugo Armando    | Hugo Armando    | 6           | 6           |  |  | 8            | Hugo Armando   | Hugo Armando   | 3            | 1            |  |
|  |             | Nicolas Reissig | Nicolas Reissig | 0           | 0           |  |  |              |                |                |              |              |  |